# ریکی
ریکی (به ژاپنی: 霊気) (به انگلیسی: Reiki) نوعی روش ژاپنی از پزشکی مکمل است که انرژی درمانی نامیده می‌شود. پزشکان ریکی از روشی به نام کف دست یا بهبودی عملی استفاده می‌کنند که گفته می‌شود از طریق آن یک «انرژی جهانی» از طریق کف دست پزشک به بیمار منتقل می‌شود تا بهبود عاطفی یا جسمی را تشویق کند.
ریکی یک شبه علم است، و به عنوان نمونه ای روشن از شبه علم در متون علمی و مقالات مجلات دانشگاهی استفاده می‌شود. این مبتنی بر چی ("chi") است که به گفته پزشکان ریکی یک نیروی حیات جهانی است، اگرچه هیچ مدرک تجربی مبنی بر وجود چنین نیرویی حیاتی وجود ندارد.
تحقیقات بالینی نشان نمی‌دهد ریکی به عنوان درمانی برای هر بیماری پزشکی از جمله سرطان، نوروپاتی دیابتی یا اضطراب و افسردگی مؤثر باشد؛ بنابراین نباید جایگزین درمان‌های معمول پزشکی شود. هیچ اثری در مورد اثربخشی درمان ریکی در مقایسه با دارونما وجود ندارد. مطالعات گزارش شده دربارهٔ اثرات مثبت دارای نقایص روش شناختی بوده‌است.

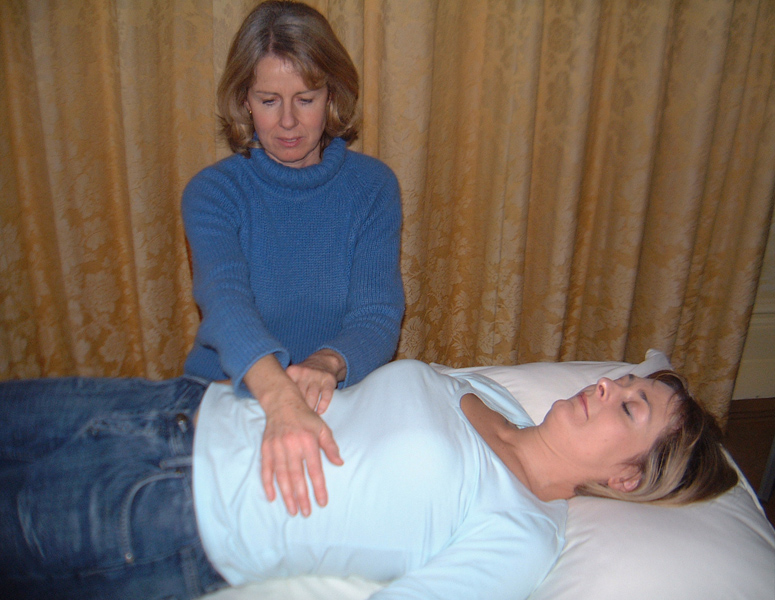
انجام درمان ریکی

## پیرامون واژه
ریکی از دو کلمه ژاپنی Rei به معنای «کیهان»، «جهان»، «کائنات» و Ki به معنای روح و انرژی (نیروی) حیاتی (معادل «چی» در طب سوزنی چینی، «پراناً در یوگا و» ناً یا «رمق» در طب سنتی ایرانی) که به‌طور بینهایت و برای همه در سراسر کره زمین در دسترس است. این دو حرف ژاپنی در کنار هم مفهوم یکی شدن روح و انرژی ما با روح و انرژی جهانی را می‌رسانند.

## تحقیق و ارزیابی انتقادی

### ارزیابی علمی
از ریکی به عنوان نمونه ای روشن از علم شبه در متون علمی و مقالات مجلات دانشگاهی استفاده می‌شود.
یک منبع اظهار داشت، در انتقاد از دانشگاه ایالتی نیویورک برای ارائه دوره آموزش مداوم در مورد ریکی، "ریکی فرض را بر این می‌گذارد که یک انرژی جهانی ناشناخته برای علم است و در نتیجه غیر قابل تشخیص در اطراف بدن انسان است، که پزشکان می‌توانند با استفاده از دست خود آن انرژی را دستکاری کنند، و دیگران گفتند:" با وجود انتشار ریکی، مکانیسم اصلی عملکرد اثبات نشده‌است … " و " نه نیروهای درگیر و نه مزایای درمانی ادعا شده توسط آزمایش علمی نشان داده نشده‌است. "
در یک دستورالعمل که توسط آکادمی عصب‌شناسی آمریکا، انجمن پزشکی عصبی عضلانی و الکترو دیاگنوستیک آمریکا و آکادمی پزشکی فیزیکی و توانبخشی آمریکا منتشر شده، آمده‌است: «درمان ریکی احتمالاً نباید برای درمان PDN [نوروپاتی دیابتی دردناک] در نظر گرفته شود.» جامعه‌شناس کانادایی، سوزان جی پالمر، ریکی را به عنوان روش‌های شبه علمی شفابخشی ذکر کرده‌است که توسط فرقه‌ها در فرانسه برای جذب اعضا استفاده می‌شود.

### کیفیت شواهد
با یک مرور سیستماتیک در سال ۲۰۰۸ از ۹ کارآزمایی بالینی تصادفی، کاستی‌های متعددی در ادبیات مربوط به reiki یافت. بسته به ابزار مورد استفاده برای اندازه‌گیری افسردگی و اضطراب، نتایج متفاوت بود و قابل اعتماد و معتبر نبودند. علاوه بر این، جامعه علمی نتوانسته‌است یافته‌های مطالعاتی را که از ریکی پشتیبانی می‌کند، تکرار کند. این بررسی همچنین در برخی از ادبیات مواردی را در روش گزارشگری پیدا کرد، به این دلیل که غالباً قسمتهایی وجود داشت که به‌طور کامل حذف شده‌اند یا به وضوح توصیف نشده‌اند. غالباً در این مطالعات، اندازه نمونه محاسبه نشده و تخصیص کافی و روشهای دوسوکور دنبال نمی‌شد. این بررسی همچنین گزارش داد که چنین مطالعاتی در مورد اثربخشی درمان اغراق‌آمیز هستند و هیچ کنترلی برای تفاوت در تجربه پزشکان ریکی یا حتی همان پزشک در بعضی مواقع نتایج مختلفی ایجاد نمی‌کند. هیچ‌یک از مطالعات در این بررسی منطقی برای طول دوره درمان ارائه نکرده‌است و هیچ مطالعه ای عوارض جانبی را گزارش نکرده‌است.

### ایمنی
نگرانی‌های ایمنی در جلسات ریکی بسیار کم است و شبیه به بسیاری از روشهای درمانی مکمل و جایگزین است. با این حال، برخی از پزشکان و ارائه دهندگان مراقبت‌های بهداشتی بر این باورند که بیماران ممکن است درمان‌های اثبات شده را برای شرایط تهدید کننده زندگی با روش‌های جایگزین اثبات نشده از جمله ریکی جایگزین کنند، بنابراین سلامتی آنها را به خطر می‌اندازد.

### نگرانی‌های کلیسای کاتولیک
در مارس ۲۰۰۹، کمیته دکترین کنفرانس اسقف‌های کاتولیک ایالات متحده سندی را با عنوان رهنمودهای ارزیابی ریکی به عنوان یک درمان جایگزین صادر کرد، که در آن آنها اعلام کردند که عمل ریکی بر اساس خرافات استوار است، نه به معنای واقعی شفابخشی ایمان و نه علمی- داروی مبتنی بر آنها اظهار داشتند که ریکی با معنویت مسیحی ناسازگار است، زیرا به جای دعا کردن به خدا، به قدرت انسان نسبت به شفابخشی اعتقاد دارد و از نظر علمی فاقد اعتبار است.

### آموزش، صدور گواهینامه و پذیرش
هیچ مرجع مرکزی وجود ندارد که بتواند از کلمات "reiki" یا "master reiki" استفاده کند. گواهینامه‌ها را می‌توان با قیمت زیر ۱۰۰ دلار به صورت آنلاین خریداری کرد. "غیر معمول نیست" که دوره ای می‌تواند در دو آخر هفته به استاد ریکی برسد. هیچ قانونی برای پزشکان یا استاد ریکی در ایالات متحده وجود ندارد.
واشینگتن پست در سال ۲۰۱۴ گزارش داد که در پاسخ به تقاضای مشتری حداقل ۶۰ بیمارستان در ایالات متحده ریکی را ارائه دادند که هزینه آن هر جلسه بین ۴۰ تا ۳۰۰ دلار است. Cancer Research UK در سال ۲۰۱۹ گزارش داد که برخی از مراکز و بیمارستانهای سرطان در انگلیس ریکی رایگان یا کم هزینه برای مبتلایان به سرطان ارائه می‌دهند. هزینه هر جلسه برای درمان بسیار متفاوت است، اما یک گزارش CNBC دریافت که یک پزشک ۲۲۹ دلار برای هر جلسه ۶۰–۹۰ دقیقه شارژ می‌کند.